# لاکومب، لوسین
لاکومب، لوسین (انگلیسی: Lacombe, Lucien) فیلمی در ژانر درام، جنگی و رمانتیک به کارگردانی لویی مال است که در سال ۱۹۷۴ منتشر شد. از بازیگران آن می‌توان به اورور کلمان و اوه نینچی اشاره کرد.